# Einari Teräsvirta
Einari Teräsvirta, (né le 7 décembre 1914 à Vyborg et mort le 23 novembre 1995 à Helsinki), est un gymnaste artistique finlandais ainsi qu'un architecte et professeur,

## Réussites sportives
Il est médaillé de bronze du concours général par équipes aux Jeux olympiques de 1932 à Los Angeles.
Aux Jeux olympiques de 1936 à Berlin, il remporte la médaille de bronze du concours général par équipes ainsi qu'à la barre fixe.
Il est ensuite médaillé d'or par équipes aux Jeux olympiques de 1948 à Londres.

## Œuvres architecturales
Ses ouvrages les plus connus sont:
- Manoir de Voistio (fi) (1940)
- Satakuntatalo (fi), Helsinki (1952)[4]
- Maison de Carélie, Joensuu (1954)
- Bibliothèque de l'Union des étudiants de l'Université d'Helsinki (1955)[5],[6]
- Église d'hiver de Luhanka (fi), Luhanka (1958)
- Hôtel Marski, Helsinki (1962)
- Bâtiment du département de biochimie, Helsinki (1963)
- Piscine et gymnase d'Imatra (1965, 1981–1982)
- Place centrale de Kiinteistö Oy, Lohja (1970)
- Magasin et immeuble de bureau de Alko, Helsinki (1971)
- Kalastajatorppa, Helsinki (1975)
- Innotalo du PRH, Helsinki (1978)
- Maison des invités de l’État Finlandais, Helsinki (1984)

Il a aussi, entre autres, conçu les piscines de Imatra, Kotka, Kauniainen, Hämeenlinna et Rajamäki.

## Galerie

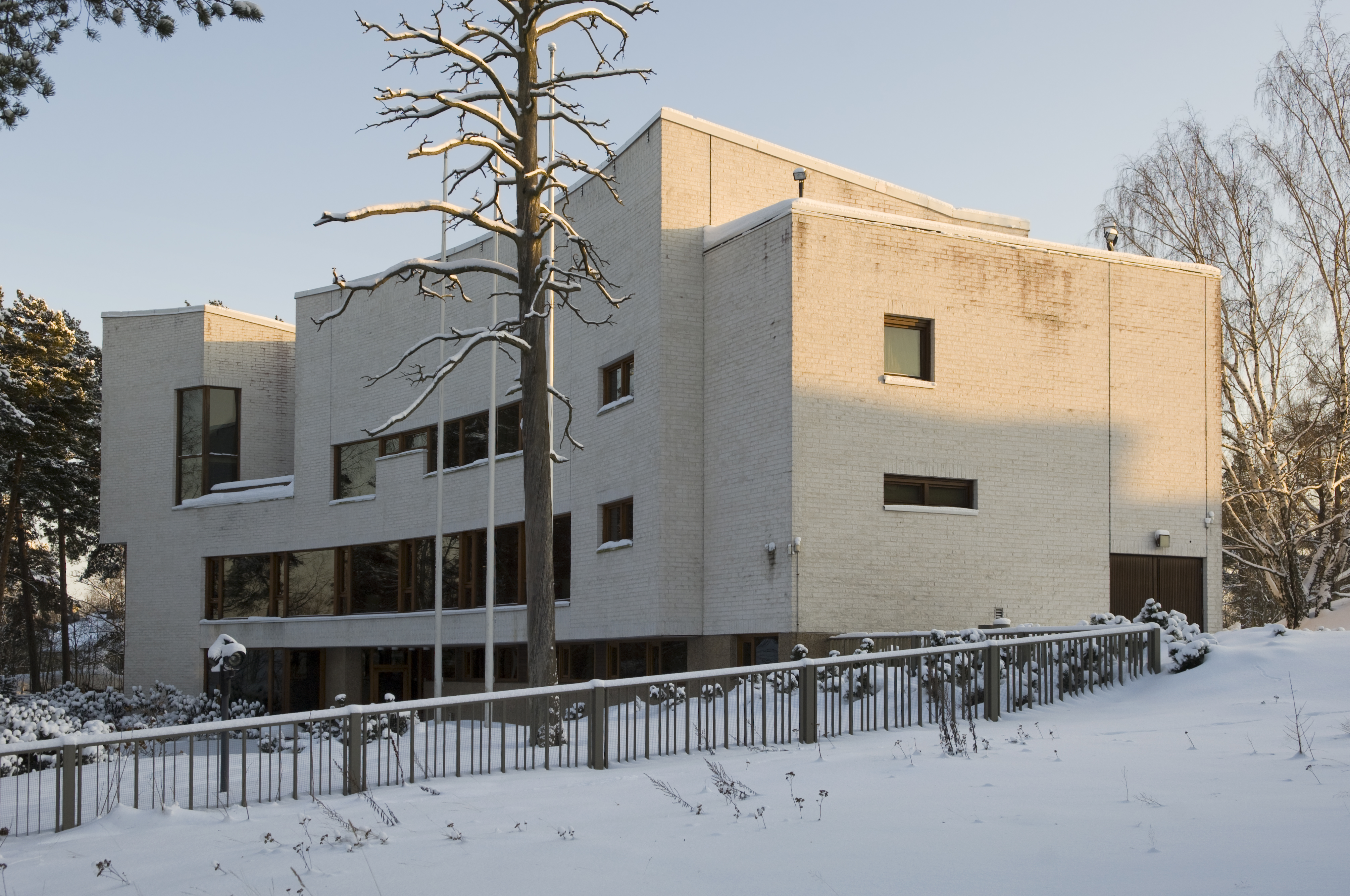
Maison des invités de l’État Finlandais
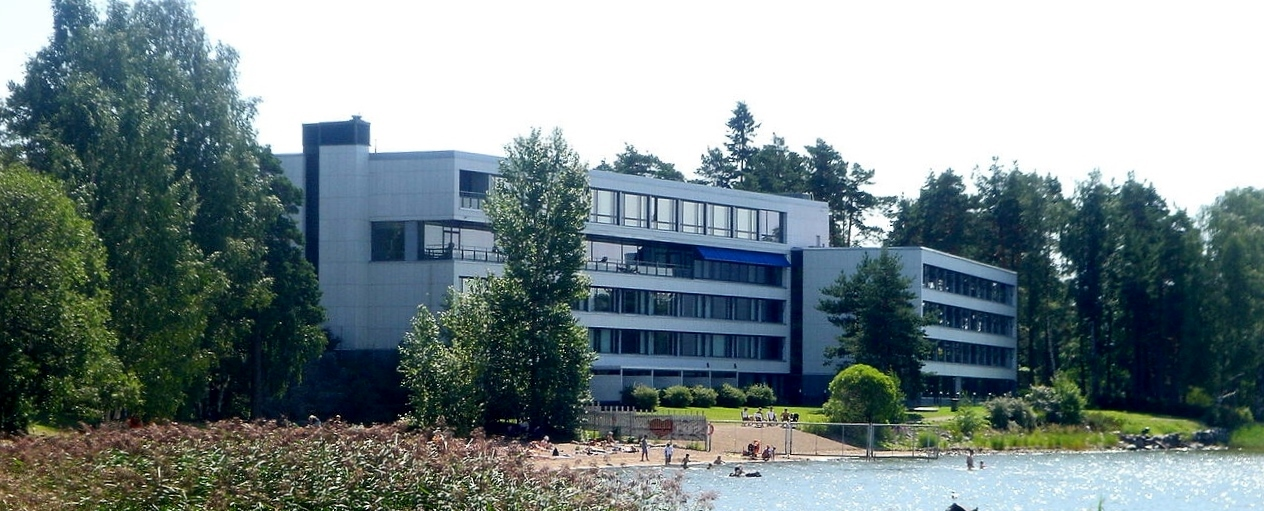
Kalastajatorppa
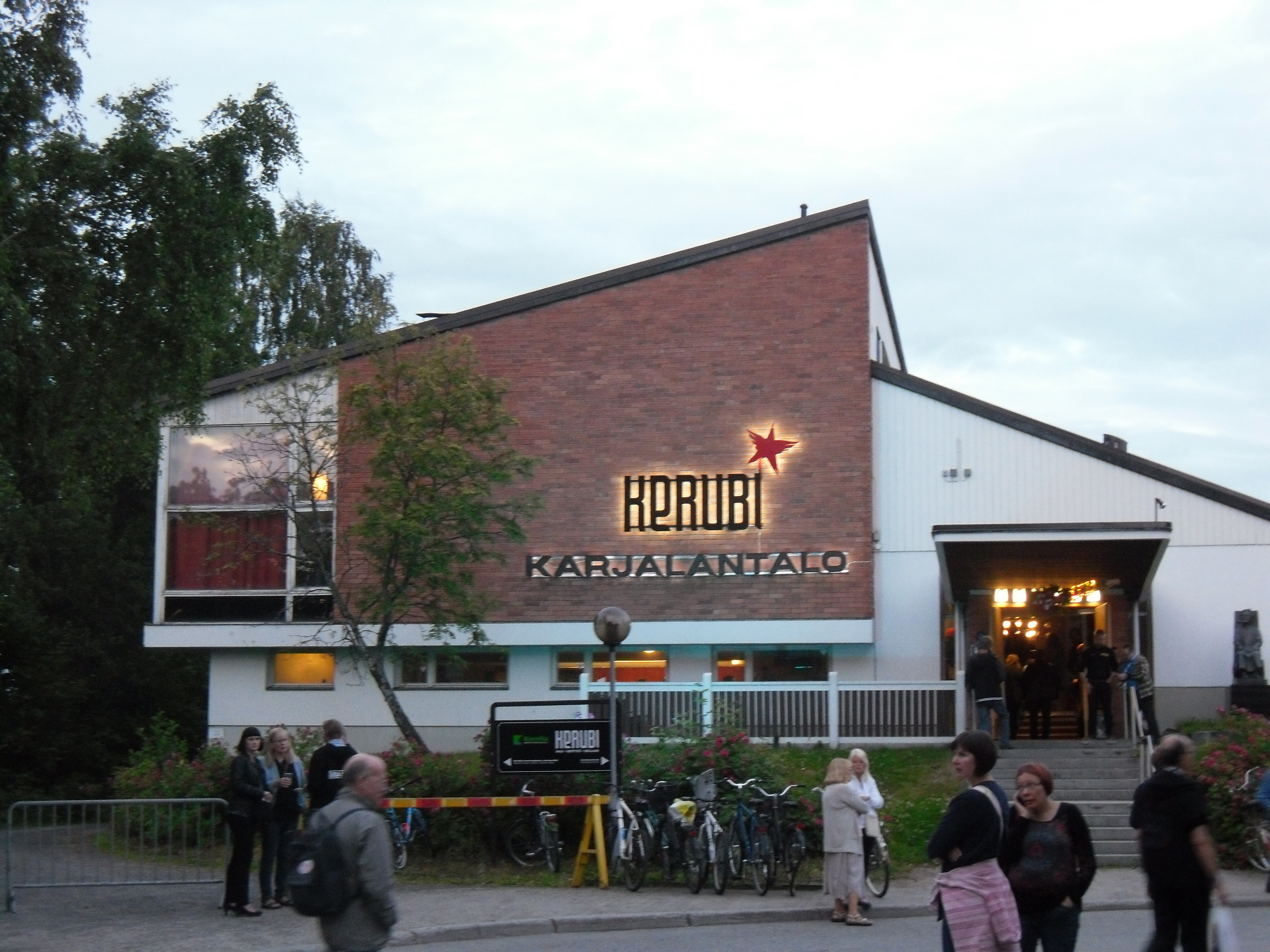
Maison de Carélie
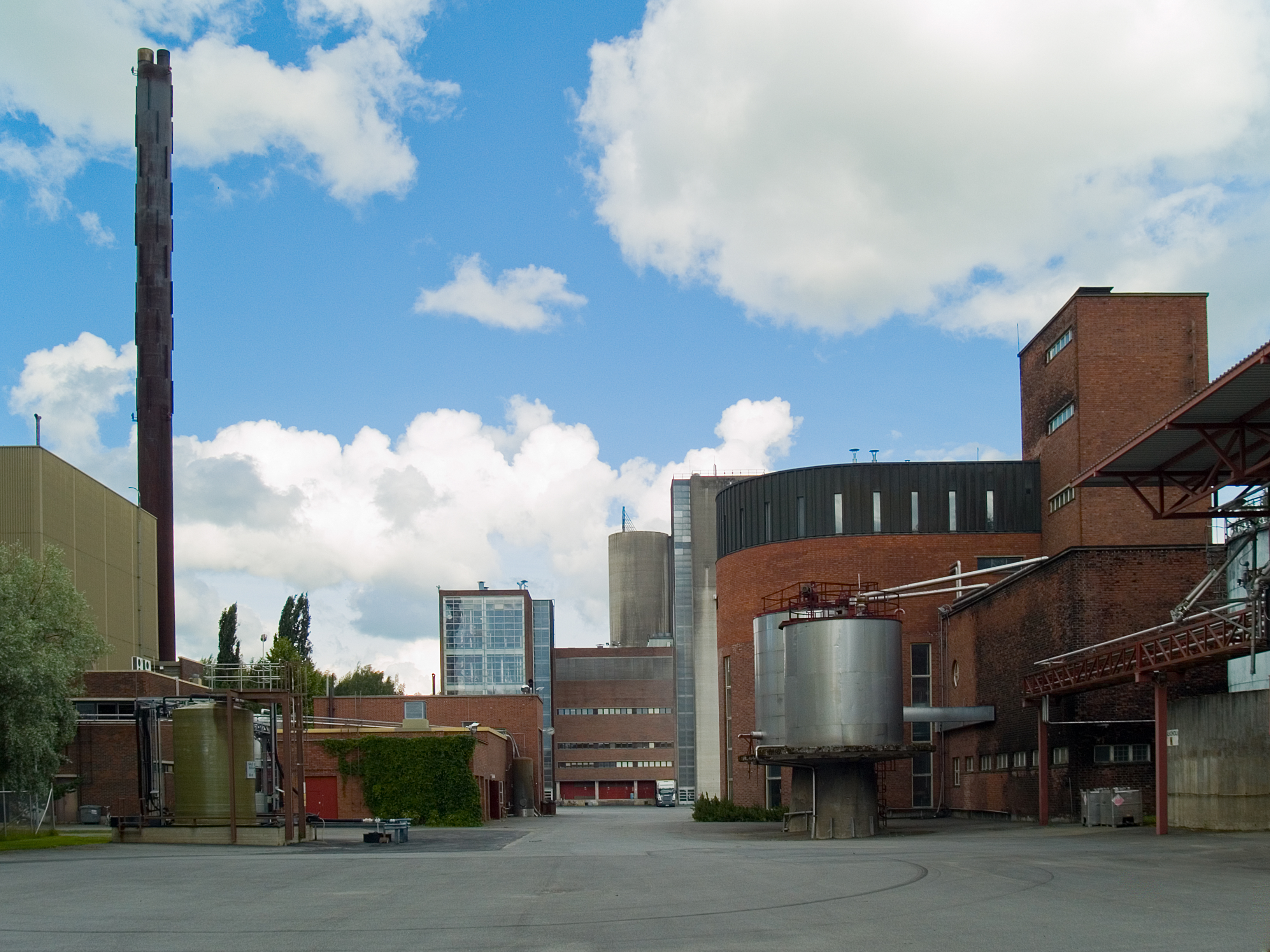
Distillerie Altia à Koskenkorva, Ilmajoki